# Atypophthalmus
Atypophthalmus is een muggengeslacht uit de familie van de steltmuggen (Limoniidae).

## Soorten

### OndergeslachtAtypophthalmus
- A. (Atypophthalmus) andringitrae (Alexander, 1965)
- A. (Atypophthalmus) barthelemyi (Alexander, 1923)
- A. (Atypophthalmus) bilobatus (Alexander, 1955)
- A. (Atypophthalmus) bobyensis (Alexander, 1965)
- A. (Atypophthalmus) bourbonensis (Alexander, 1957)
- A. (Atypophthalmus) comoricola (Alexander, 1979)
- A. (Atypophthalmus) crinitus (Alexander, 1924)
- A. (Atypophthalmus) densifimbriatus (Alexander, 1955)
- A. (Atypophthalmus) emaceratus (Alexander, 1921)
- A. (Atypophthalmus) flavopyga (Alexander, 1921)
- A. (Atypophthalmus) fuscopleura (Alexander, 1920)
- A. (Atypophthalmus) gausapa (Alexander, 1972)
- A. (Atypophthalmus) gurneyanus (Alexander, 1972)
- A. (Atypophthalmus) hovamendicus (Alexander, 1955)
- A. (Atypophthalmus) infixus (Walker, 1865)
- A. (Atypophthalmus) inusitatellus (Alexander, 1964)
- A. (Atypophthalmus) inustus (Meigen, 1818)
- A. (Atypophthalmus) kurma (Alexander, 1966)
- A. (Atypophthalmus) languidus (Alexander, 1934)
- A. (Atypophthalmus) mahensis (Edwards, 1912)
- A. (Atypophthalmus) marleyi (Alexander, 1917)
- A. (Atypophthalmus) mauritianus (Alexander, 1956)
- A. (Atypophthalmus) mendicus (Alexander, 1921)

- A. (Atypophthalmus) mjobergi (Edwards, 1926)
- A. (Atypophthalmus) multisetosus Savchenko, 1983
- A. (Atypophthalmus) parvapiculatus (Alexander, 1973)
- A. (Atypophthalmus) patritus (Alexander, 1956)
- A. (Atypophthalmus) patulus (Alexander, 1932)
- A. (Atypophthalmus) pendleburyi (Edwards, 1928)
- A. (Atypophthalmus) perreductus (Alexander, 1941)
- A. (Atypophthalmus) polypogon (Alexander, 1970)
- A. (Atypophthalmus) prodigiosus (Alexander, 1979)
- A. (Atypophthalmus) quinquevittatus (Santos Abreu, 1923)
- A. (Atypophthalmus) sedatus (Alexander, 1922)
- A. (Atypophthalmus) segnis (Alexander, 1955)
- A. (Atypophthalmus) seychellanus (Alexander, 1956)
- A. (Atypophthalmus) stylacanthus (Alexander, 1971)
- A. (Atypophthalmus) submendicus (Alexander, 1921)
- A. (Atypophthalmus) tamborinus (Alexander, 1930)
- A. (Atypophthalmus) taoensis (Hynes, 1993)
- A. (Atypophthalmus) thaumastopyga (Alexander, 1961)
- A. (Atypophthalmus) thomasseti (Edwards, 1912)
- A. (Atypophthalmus) umbratus (de Meijere, 1911)
- A. (Atypophthalmus) vinsoni (Alexander, 1954)

### OndergeslachtMicrolimonia
- A. (Microlimonia) bicorniger (Alexander, 1932)
- A. (Microlimonia) egressus (Alexander, 1938)
- A. (Microlimonia) inelegans (Alexander, 1924)
- A. (Microlimonia) machidai (Alexander, 1921)
- A. (Microlimonia) omogoensis (Alexander, 1954)